# Verbena paraguariensis
Verbena paraguariensis — вид рослин родини Вербенові (Verbenaceae), ендемік Парагваю.

## Опис
Напівкущ, до 70 см заввишки, стебла та гілки прямостійні, циліндричні, вкриті короткими жорсткими притиснутими й розсіяними залозистими волосками; міжвузля коротші 2 см. Листові пластини цілі, від вузько-еліптичних до лінійних, ≈ 2 × 0.2–0.3 см, притиснуті до стебла, сидячі; верхівки загострені; поля цілісні; з розсіяними волосками; короткі жорсткі волоски на обох поверхнях; жилкування перисто-роздільне. Суцвіття кінцеві, ниткоподібні, до 40 см; квітки віддалені, поперемінно розташовані. Квітки сидячі; квіткові приквітки вузько-яйцеподібні, 0.2–0.3 см, з рідкісними короткими жорсткими притиснутими волосками, поля голі. Чашечка ≈ 0.6 см, з 5 гострими зубцями, від рідко до щільно вкрита короткими жорсткими притиснутими волосками. Віночок воронкоподібної форми, трубка (0.52)0.65–0.7(0.82) см, блідо-блакитна, бузкова, що перетворюється в білу; є волоски на горлі віночка. Горішки 2.5–3 мм.

## Поширення
Ендемік Парагваю (Амамбай). 